# Auberive
Auberive is een gemeente in het Franse departement Haute-Marne (regio Grand Est) en telt 205 inwoners (1999). De plaats maakt deel uit van het arrondissement Langres.

## Geografie
De oppervlakte van Auberive bedraagt 77,7 km², de bevolkingsdichtheid is 2,6 inwoners per km².
Auberive ligt op het plateau van Langres. Vlak bij het plaatsje ontspringt de Aube
Het dorpje is met rond de 200 inwoners erg klein, maar toch een centrum voor de nog kleinere dorpjes eromheen. Dit is historisch zo gegroeid. In Auberive staat namelijk een middeleeuws klooster, van de cisterciënzer orde, gesticht door Bernard van Clervaux. In de omgeving van Auberive zijn veel bossen, die voorheen in het bezit waren van de orde. Het klooster is al jaren geen klooster meer, en de laatste toepassing was als vakantie adres van groepen kinderen.
Bij het klooster hoorden ook nog een herberg, die nog bestaat, en een 18de-eeuwse boswachterwoning. Waar de Aube door het dorp stroom was ooit een watermolen, waarvoor een kanaal een stuk evenwijdig aan de rivier loopt. Er zijn hier langs het water nog oude wasplaatsen te zien.
De onderstaande kaart toont de ligging van Auberive met de belangrijkste infrastructuur en aangrenzende gemeenten.

## Demografie
Onderstaande figuur toont het verloop van het inwonertal (bron: INSEE-tellingen).